# Дом под оленем (Подгуже)

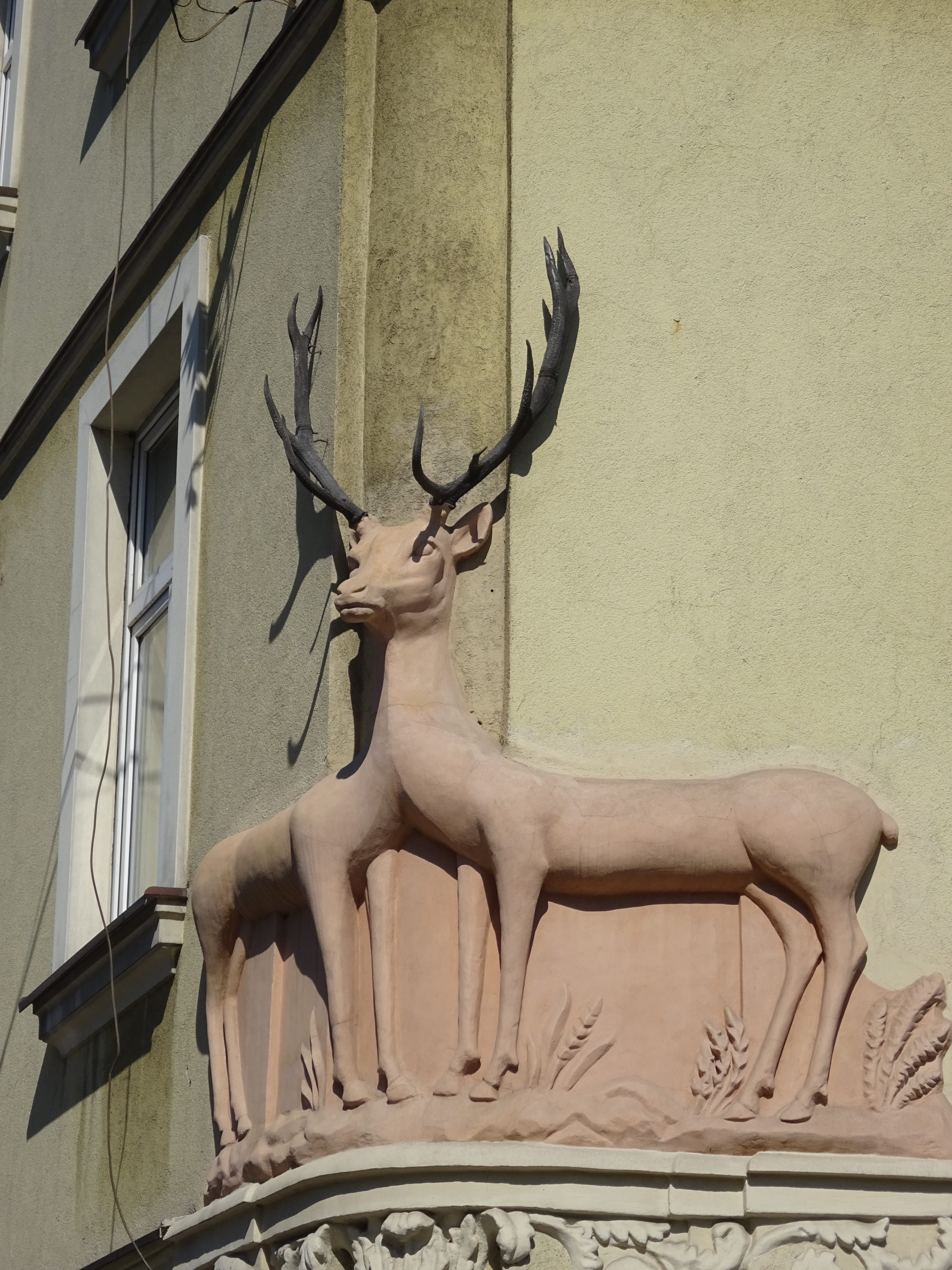
Барельеф с оленями

Дом под оленем (пол. Dworek Pod Jeleniem) — дом, находящийся на углу Подгурского рынка и улицы Бродзинского в краковском районе Подгуже, Польша. Памятник культуры Малопольского воеводства.
Дом был построен в XVIII веке. В первой половине XIX века дом был гостиницей на границе между Краковом и Австро-Венгрией. В 30-х годах XX столетия был пристроен второй этаж.
На углу здания на уровне окон второго этажа находится барельеф с изображением тел двух оленей, имеющих оду голову с рогами.
23 марта 1968 года здание было внесено в реестр памятников культуры Малопольского воеводства (№ А-350).